# Дугополє
Дугополє (хорв. Dugopolje) — населений пункт і громада в Сплітсько-Далматинській жупанії Хорватії.

## Населення
Населення громади за даними перепису 2011 року становило 3469 осіб, 1 з яких назвала рідною українську мову. Населення самого поселення становило 2993 осіб.
Динаміка чисельності населення громади:
Динаміка чисельності населення центру громади:

## Населені пункти
Крім поселення Дугополє, до громади також входять: 
- Копривно
- Котлениці
- Лиска

## Клімат
Середня річна температура становить 11,69 °C, середня максимальна – 25,92 °C, а середня мінімальна – -2,09 °C. Середня річна кількість опадів – 883 мм.
| Клімат поселення                              | Клімат поселення | Клімат поселення | Клімат поселення | Клімат поселення | Клімат поселення | Клімат поселення | Клімат поселення | Клімат поселення | Клімат поселення | Клімат поселення | Клімат поселення | Клімат поселення | Клімат поселення |
| Показник                                      | Січ.             | Лют.             | Бер.             | Квіт.            | Трав.            | Черв.            | Лип.             | Серп.            | Вер.             | Жовт.            | Лист.            | Груд.            |                  |
| Середній максимум, °C                         | 7,51             | 8,14             | 11,16            | 14,84            | 19,78            | 23,80            | 25,92            | 25,78            | 20,86            | 16,34            | 11,28            | 8,53             |                  |
| Середня температура, °C                       | 2,70             | 3,33             | 6,37             | 10,04            | 14,98            | 19,01            | 21,77            | 21,63            | 16,70            | 12,19            | 7,12             | 4,38             |                  |
| Середній мінімум, °C                          | −2,09            | −1,46            | 1,58             | 5,24             | 10,18            | 14,20            | 17,62            | 17,48            | 12,55            | 8,04             | 2,97             | 0,23             |                  |
| Норма опадів, мм                              | 74               | 65               | 70               | 73               | 60               | 60               | 39               | 53               | 77               | 98               | 116              | 98               |                  |
| Середньомісячна швидкість вітру, м/с          | 3.34             | 3.62             | 3.58             | 3.35             | 2.94             | 2.64             | 2.62             | 2.54             | 2.90             | 3.09             | 3.71             | 3.79             |                  |
| Середньомісячна сонячна радіація, кДж/м²·день | 5565             | 8301             | 11934            | 16308            | 20111            | 22684            | 24388            | 21493            | 16058            | 10486            | 5978             | 4699             |                  |
| --------------------------------------------- | ---------------- | ---------------- | ---------------- | ---------------- | ---------------- | ---------------- | ---------------- | ---------------- | ---------------- | ---------------- | ---------------- | ---------------- | ---------------- |
| Джерело:                                      |                  |                  |                  |                  |                  |                  |                  |                  |                  |                  |                  |                  |                  |